# Myrmarachne topali
Myrmarachne topali là một loài nhện trong họ Salticidae.
Loài này thuộc chi Myrmarachne. Myrmarachne topali được Marek Żabka miêu tả năm 1985.